# طلقة في الظلام (فلم)
طلقة في الظلام (بالإنجليزية: A Shot in the Dark) فيلم كوميدي إنتاج أمريكي بريطاني لعام 1964، للمخرج «بليك إدواردز» وبطولة البريطاني بيتر سيلرز، وهو الفيلم الثاني في سلسلة (الفهد الوردي The Pink Panther) والبطولة لمفتش بوليس فرنسي «جاك كلوزو»، ولم تتغير شخصية كلوزو في هذا الفيلم إلا أن المخرج بليك إدواردز أعطى الشخصية هنا لكنة فرنسية والتي أصبحت أساسية للدور في باقي سلسلة الأفلام. يظهر في الفيلم ثلاث شخصيات تصبح أيضا أساسية في باقي السلسلة.
رئيس البوليس ورئيس كلوزو الممثل «هيربرت لوم» في دور (المفوض دريفوس)، والممثل الصيني الأصل «بيرت كوك» في دور (كايتو) مساعد كلوزو ومدربه على فنون القتال الآسيوية، والممثل الفرنسي «أندريه ماران» في دور مساعد دريفوس.
لم يتم كتابة الفيلم في الأصل ليشمل شخصية كلوزو، ولكنه كان تكيفًا لمسرحية لهاري كورنيتز المقتبسة من مسرحية فرنسية للكاتب «مارسيل أتشارد» تحت عنوان «الغبي». صدر هذا الفيلم بعد عام واحد من صدور الفيلم الأول في السلسلة وهو «الفهد الوردي»

## طاقم التمثيل
- بيتر سيلرز: في دور جاك كلوزو
- إلك سومر: في دور ماريا جامبريللي
- جورج ساندرز: في دور بينيامين بالون
- هربرت لوم: في دور تشارلز دريفوس
- تريسي ريد: في دور دومنيك بالون
- غراهام شتارك: في دور هركيول لاجوى
- موارا ريدموند[الإنجليزية]: في دور سيمون
- فاندا جودسيل[الإنجليزية]: في دور مدام لافارج
- موريس كوفمان: في دور بيير
- آن لين: في دور دودو
- ديفيد لودج: في دور جورج
- أندريه ماران[الإنجليزية]: في دور فرانسوا
- مارتن بنسن: في دور موريس
- بيرت كوك: في دور كاتو
- ريجنالد بيكويث[الإنجليزية]: في دور موظف الاستقبال
- دوغلاس ويلمار[الإنجليزية]: في دور هنري لافارج
- بريان فوربس: في دور مسئول الكامب
- أندريه تشاريز: في دور حارس الصيد
- هاورد جريني: في دور عسكري الدرك
- جون هرينجتون: في دور الطبيب
- جاك ميلفورد[الإنجليزية]: في دور المحلل النفسي
- فيكتور بارينج: في دور سائق سيارة الأجرة
- فيكتور بومونت: في دور عسكري الدرك

## أحداث الفيلم
يتحرك العديد من الرجال والنساء صاعدين أو هابطين أو بالتسلق خلسة بين الطابق العلوي والسفلي؛ تحت جنح الظلام في أجنحة الخدم بقصر المليونير بنيامين بالون، حركة دخول للغرف والمغادرة؛ اختباء وتجسس الجميع على بعضهم البعض، ثم هناك طلقات رصاص.
يتم تكليف المفتش كلوزو (بيتر سيلرز) من الشرطة الوطنية الفرنسية للتحقيق في مقتل السائق ميغيل أوستوس الذي كان على علاقة بإحدى الخادمات، ماريا جامبريللي (إلك سومر) والذي هاجمها في غرفة نومها بعد أن انفصلت عنه، تم إطلاق النار على ميغيل وعُثر على ماريا مع مسدس يتصاعد منه الدخان في يدها، لكنها تدعي عدم معرفة كيفية وصولها إلى هناك لأنها تؤكد أنها فقدت وعيها، تشير جميع الأدلة إلى ماريا على أنها القاتلة، لكن كلوزو مقتنع ببراءتها لانجذابه الشديد لها، كان كلوزو قد تم تعيينه بالخطأ في قضية رفيعة المستوى مثل هذه، ولكن المفوض دريفوس (هربرت لوم) يقوم بتنحيته  ويتولى التحقيق بنفسه.
يعود كلوزو حزيناً إلى بيته، ويستيقظ في الصباح الباكر على محاولة واضحة لقتله على يد قاتل صيني، ولكن عندما يدق جرس الهاتف، يتوقف الصراع بين كلوزو والمهاجم الصيني، ويتضح أن مهاجمه هو خادمه كاتو (بيرت كوك) الذي يهاجم سيدة بناء على طلبه من أجل الحفاظ على انتباهه، واستعداده للقتال في أي وقت، فقد أمر كلوزو خادمه كاتو بمهاجمته عندما لا يتوقع ذلك. يُعاد المفتش كلوزو إلى قضية المليونير بالون، ويأمر على الفور بإطلاق سراح ماريا جمبريللي من السجن، حيث أنه مقتنع بأنها تحمي القاتل الحقيقي الذي يشتبه كلوزو في أنه المليونير نفسه. يتبع ذلك سلسلة من جرائم القتل لموظفي بالون، وفي كل مرة تشير الأدلة إلى ماريا، التي يتم توقيفها باستمرار، ثم يطلق سراحها كلوزو، على الرغم من تزايد عدد تهم القتل ضدها، وتحرج تصرفات كلوزو البوليس الفرنسي في الصحافة، ودائما لا يستطيع دريفوس تنحيته. مع استمرار إفساد كلوزو للقضية، يتزايد توتر دريفوس ويصبح في حالة انهيار عصبي، وينطلق محاولاً قتل كلوزو لكنه يقتل عن غير قصد سلسلة من المارة الأبرياء بدلاً من ذلك ويضيف سمعة سيئة أخرى للقضية.
عندما يواجه كلوزو العاملين لدى بالون، في محاولة لخداع القاتل ليكشف نفسه يتبين أن كل شخص متورط في جرائم القتل، كل منهم قتل واحدًا على الأقل من الضحايا السابقين بسبب جرائم عاطفة أو محاولات للابتزاز، يكشف بالون في النهاية أن زوجته كانت تحاول إطلاق النار على ماريا، معتقدة أنها ستكون مع زوجها المليونير في علاقة غرامية، لكنها أطلقت النار خطاً على ميغيل، بينما كان بالون مختبئًا في الخزانة أثناء إطلاق النار، ويقوم المليونير بضرب ماريا على رأسها لتفقد الوعي، ويضع المسدس بيدها لينقذ زوجته.
يسود الهرج والمرج بين أسرة بالون والعاملين بقصره، وبالاتفاق بين كلوزو ومساعده يتم قطع الكهرباء، وينتهز الجناة الفرصة لكى يلوذوا بالفرار في سيارة كلوزو الواقفة قرب البيت، والتي كانت ملغمة بقنبلة وضعها دريفوس لقتل كلوزو، وتنفجر السيارة ويموت الجناة.

## الإنتاج
كان بيتر سيلرز مرشحاً لبطولة مسرحية الكاتب هاري كورنيتز المقتبسة من مسرحية فرنسية، هذا قبل نجاح سيلرز في فيلمه الأول «الفهد الوردي»، ولم يرضَ سيلرز عن السيناريو الذي كتب لتحويل المسرحية لفيلم ليكون الثاني في السلسلة، ولهذا تدخل المنتج التر ميريش وعرض على بليك إدواردز إخراج الفيلم بدلاً من أناتول ليتفاك، وبالرغم من أن إدواردز كان مخرج الفيلم الأول في السلسلة والذي حقق نجاحاً كبيراً، إلا أنه رفض مبدئيًا، ولكن في نهاية المطاف رضخ تحت الضغط بشرط أن يتمكن من إعادة كتابة السيناريو، واشترط أن يتحكم في شخصية المفتش كلوزو لينجح الفيلم كما حدث في الفيلم السابق، وتم الفيلم ولكن التوتر بين إدواردز وسيلرز استمر إلى درجة أنه في ختام الفيلم تعهدا بعدم العمل معًا مرة أخرى، ولكنهما تصالحا في النهاية للتعاون بنجاح بعد ذلك بأربع سنوات في عمل الفيلم الرائع «الحفلة»، وإكمال سلسلة أفلام «الفهد الوردي».
تظهر رسوم متحركة مع عناوين الفيلم، كما في باقي أفلام الفهد الوردي وهي من رسومات شركة دو باتي وفريلنج للرسوم المتحركة، ولكن في هذا الفيلم كما في فيلم (المفتش كلوزو) إنتاج 1968، لا يظهر حيوان النمر الوردي الشهير ولكن يظهر المفتش كلوزو بالشكل الكرتوني.
ألحان الفيلم للموسيقار «هنري مانسيني» والأغنية في أول الفيلم (ظلال باريس The Shadows of Paris) من ألحان مانسيني ولم يذكر اسم المغنى.

## استقبال الفيلم
كتب بوسلي كروثر من صحيفة نيويورك تايمز: «أن الفيلم شيء مجنون، لكن البراعة والتفوق للممثل سيلرز صنعت ما يمكن أن يكون ممتعًا حتى النهاية»، وكتبت مجلة فارايتي «كان من الحكمة ظهور الفيلم الثاني للمفتش كلوزو بنفس الشكل بعد فترة وجيزة من عرض» النمر الوردي«الأول الذي لا يزال موجودًا بالأذهان، وحيث أن بعض المفاجآت والتحركات العفوية ربما تكون قد تلاشت، ولكن الضحك لا يزال موجودًا بوفرة»، كتب فيليب ك.شوير من صحيفة لوس أنجلوس تايمز أن الفيلم «هو خليط من السقوط والازدهار، وبيتر سيلرز هو كوميدي ذكي، لكن يكفي هذا»، وصف ريتشارد كو من صحيفة واشنطن بوست الفيلم بأنه «كوميديا مجتهدة»، مضيفًا «بينما عناصر الفيلم مشرقة وأحيانًا قاتمة، فإن المتعة الحقيقية تأتي من الكوميديا البصرية»، وكتبت نشرة الفيلم الشهرية، «حيث كان لدى الفيلم الأول» النمر الوردي«أسلوب ومهارة معينة، يمكن للفيلم الثاني أن يحل محله كصفعة من النوع الأكثر فظاظة، لكن المخرج بليك ادواردز بالتعاون مع كاتب السيناريو وليام بيتر بلاتي كان لديهما الحس الذكي بالقذب بكل مالديهم من النافذة وترك الكوميدي سيلرز ينطلق كما يحلو له».
كان الفيلم مصنفاً واحدًا من بين الثلاثة عشر فيلمًا الأكثر شعبية في المملكة المتحدة عام 1965، تم استقبال الفيلم بشكل جيد من قبل النقاد وحتى عام 2018 كان موقع «روتن توميتوز» (الذي يهتم بتجميع آراء النقاد) يقيم الفيلم بنسبة 94% بناء على 30 تعليق.
جاء الإجماع النقدي باعتبار أن «طلقة في الظلام» هو أفضل متابعة لفيلم «الفهد الوردي»، واأن بيتر سيلرز مهرج لا يمكن نسيانه، وفي عام 2006، تم التصويت في قناة التلفزيون البريطانية (القناة 4) ليحصل الفيلم على المركز 38 في قائمة أفضل 50 فيلم كوميدي.
وضعت منظمة «معهد الفيلم الأمريكي» فيلم طلقة في الظلام في القوائم التالية:
- عام 2000: قائمة معهد الفيلم الأمريكي 100 عام و100 ضحكة[17]
- عام 2008:[18]
  - قائمة معهد الفيلم الأمريكي لأفضل 10 أفلام من أفضل 10 مجموعات أفلام (عام 2008)[19]
  - ترشيحات معهد الفيلم الأمريكي لأفضل 10 أفلام غموض[20][21]

## الوصلات الخارجية
- مقالات تستعمل روابط فنية بلا صلة مع ويكي بيانات